# Rödskaftad hättemossa
Rödskaftad hättemossa (Orthotrichum anomalum) är en bladmossart som beskrevs av Hedwig 1801. Rödskaftad hättemossa ingår i släktet hättemossor, och familjen Orthotrichaceae. Arten är reproducerande i Sverige. Inga underarter finns listade i Catalogue of Life.

## Bildgalleri

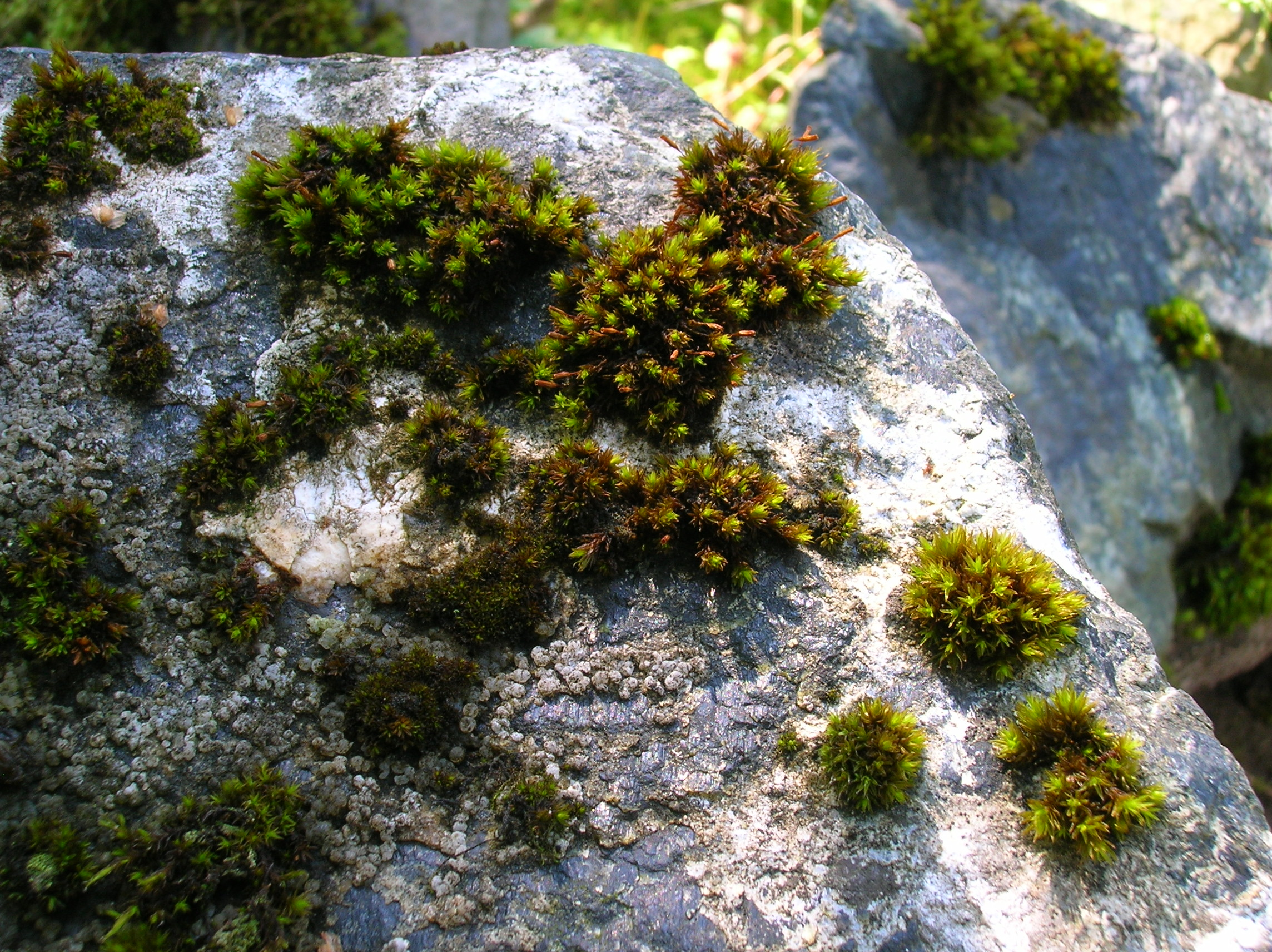
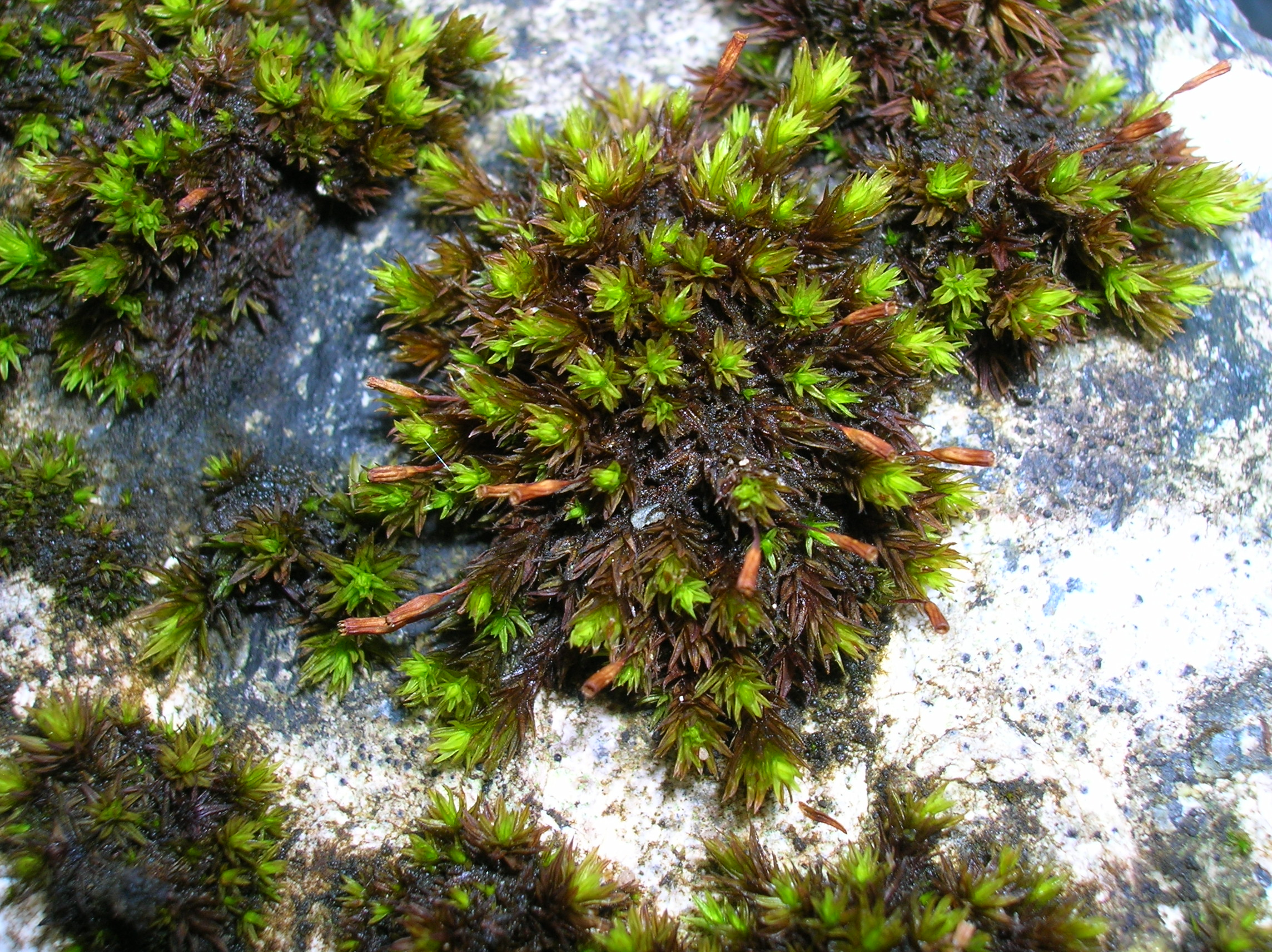
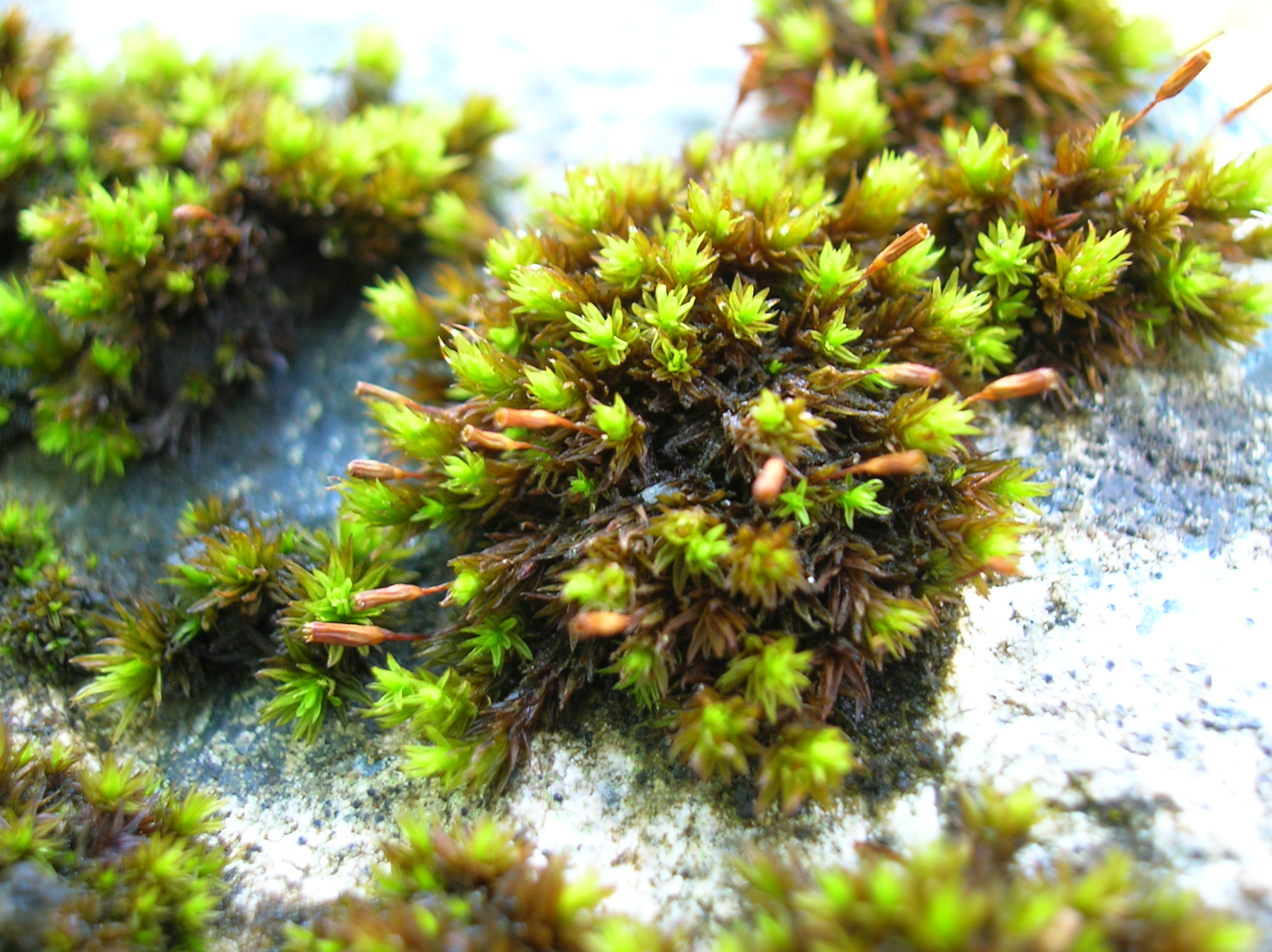
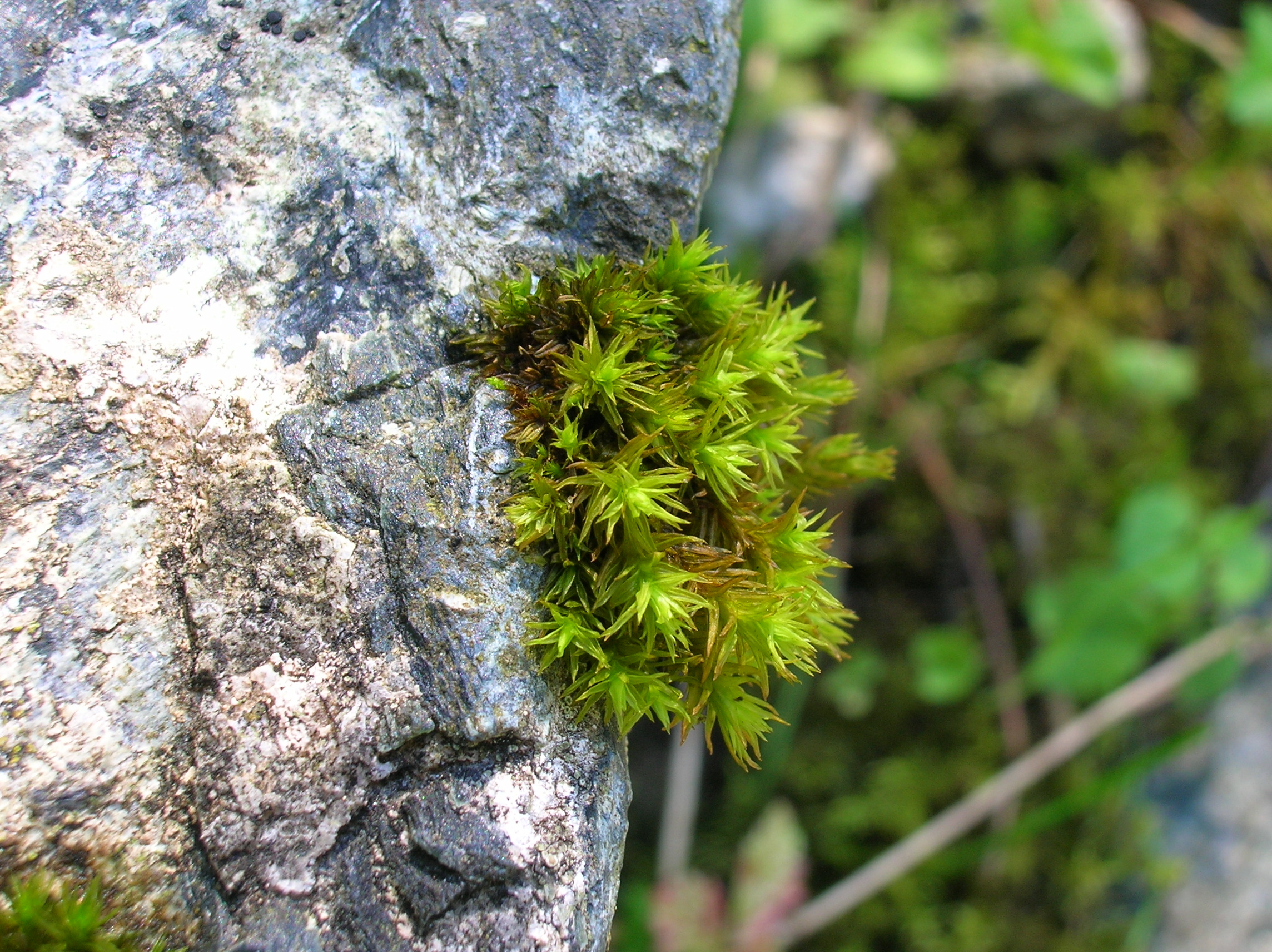
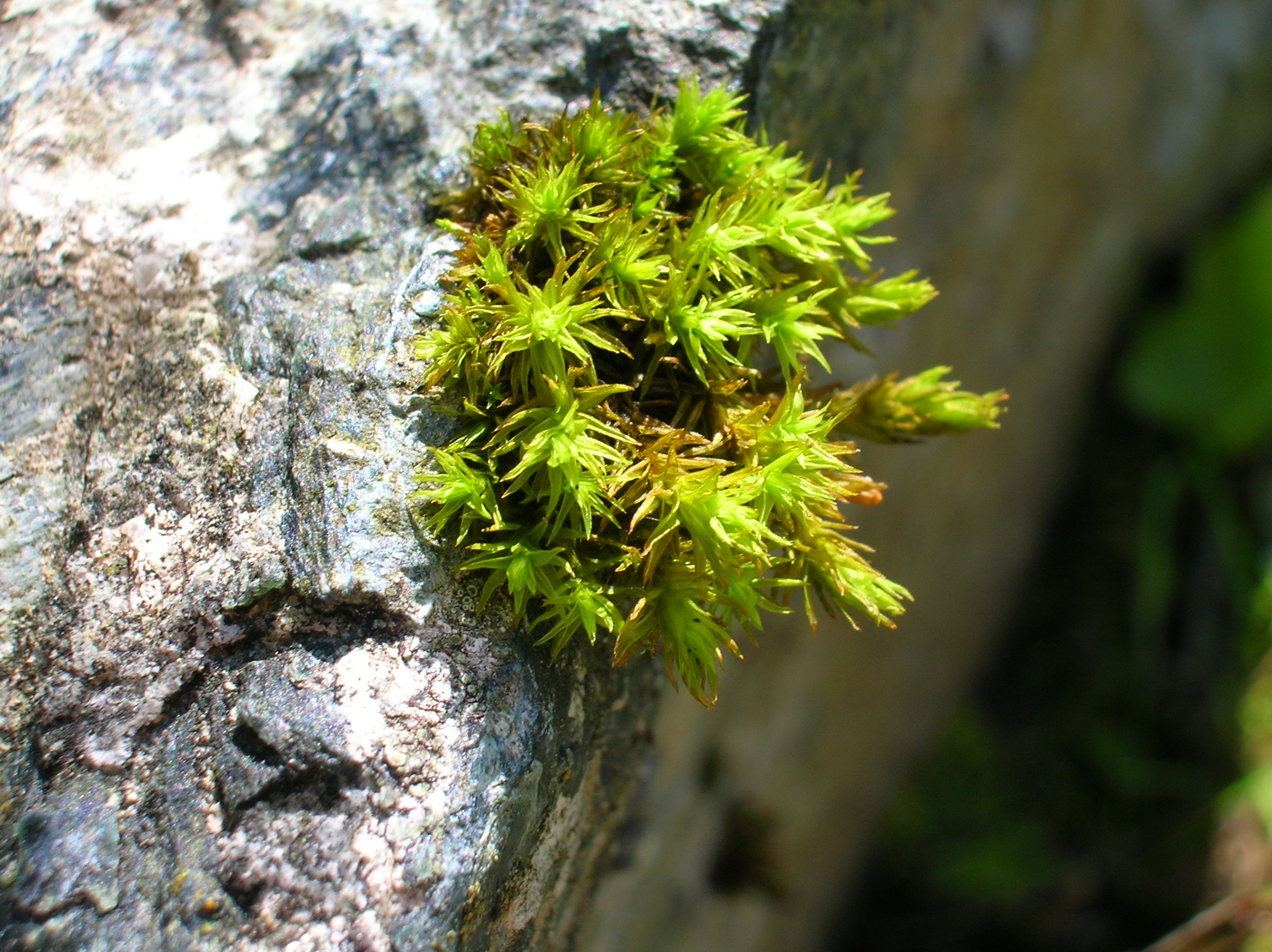